# The Jackbox Party Pack
The Jackbox Party Pack est une série de jeux vidéo de type party game développés par Jackbox Games pour différentes plates-formes selon un calendrier de parution presque annuel depuis 2014. Chaque jeux contient environ cinq mini-jeux conçus pour être joués en groupe, y compris avec les services de diffusion en continu tels que Twitch.tv, qui permettent aux audiences de participer.

## Jeux

### The Jackbox Party Pack(2014)
The Jackbox Party Pack est sorti sur PlayStation 3, PlayStation 4 et Xbox One le 19 novembre 2014 et pour Microsoft Windows le 26 novembre 2014. La version Xbox 360 était disponible le 6 novembre 2015, parallèlement aux éditions commerciales ces plateformes de console sont publiées par Telltale Games.  La version de Nintendo Switch a été publiée le 17 août 2017.
Le Pack contient 5 jeux : You don't know the Jack 2015, Drawful, Word Spud, Lie Swatter et Fibbage XL.

### Le Jackbox Party Pack 2(2015)
The Jackbox Party Pack 2 est disponible sur Microsoft Windows, PlayStation 3, PlayStation 4 et Xbox One le 13 octobre 2015. La version de Nintendo Switch est sortie le 17 août 2017.
Le Pack contient 5 jeux : Bidiots, Quiplash XL, Earwax, Fibbage 2 & Bomb Corp (Français: Société des Bombes).

### Le Jackbox Party Pack 3(2016)
The Jackbox Party Pack 3 est sorti 18 octobre 2016 pour Microsoft Windows, macOS et PlayStation 4, Xbox One, Android et Apple TV.  Il a ensuite été publié sur la Nintendo Switch le 13 avril 2017.
Le Pack contient 5 jeux : Trivia Murder Party, Quiplash 2, Tee K.O., Fakin'it & Guesspionage.

### Le Jackbox Party Pack 4(2017)
The Jackbox Party Pack 4 a été lancé dans la semaine du 17 octobre 2017 pour Microsoft Windows, Mac OS, PlayStation 4, Xbox One, Nintendo Switch, divers appareils Android et Apple TV.  Une version du décodeur Xfinity X1 était disponible en janvier 2018 .
Le Pack contient 5 jeux : Monster seeking Monster, Survive the Internet, Bracketeering, Civic Doodle & Fibbage 3.

### Le Jackbox Party Pack 5(2018)
The Jackbox Party Pack 5 a été publié le 17 octobre 2018,.
Le Pack contient 5 jeux : Split the Room (Français: Diviser la Pièce), Zeeple Dome, Patently Stupid, Mad Verse City (Français: La Ville des Vers Fous), & You Don't Know Jack.

### Le Jackbox Party Pack 6(2019)
The Jackbox Party Pack 6 a été annoncé en mars 2019 lors de PAX East. Le jeu a été publié le 17 octobre 2019.
Le Pack contient 5 jeux : Trivia Murder Party 2, Role Models (Français: Modèles de rôle), Push the Buttons, Dictionarium & Joke Boat

### Le Jackbox Party Pack 7(2020)
The Jackbox Party Pack 7 (2020) Modifier
Un septième pack est sorti le 15 octobre 2020.Il contient Quiplash 3, The Devils and the Details, Champ’d Up, Talking Points et Blather 'Round.
Quiplash 3 est pour 3-8 joueurs. Il a le tour final de signature de la série, "The Last Lash", remplacé par le "Thriplash", où au lieu que tous les joueurs répondent à la même invite, chaque paire de joueurs ne reçoit qu'une seule invite au lieu des deux habituelles, mais doit répondre par trois réponses distinctes. L'art de style bidimensionnel du jeu a également été remplacé par la claymation.
The Devils and the Details est pour 3-8 joueurs. Les joueurs deviennent une famille de démons, essayant de travailler ensemble pour compléter une liste de tâches banales dans certains scénarios, comme lors de la visite d'un parent, chaque tâche réussie marquant des points pour un score net. De nombreuses tâches nécessitent une communication verbale d'un joueur à l'autre, ce qui peut créer de la confusion. Comme les joueurs sont des démons, ils s'affrontent et peuvent accomplir des tâches «égoïstes», qui fournissent des points supplémentaires au joueur qui les a accomplies, mais aussi construire le compteur d'égoïsme, qui, lorsqu'il est plein, crée une urgence familiale, abaissant le barre de score total et ce qui rend la victoire plus difficile.
Champ'd Up pour 3-8 joueurs. Cela implique que les joueurs créent leurs propres champions via une interface de dessin avec des noms et des compétences inhabituels, similaires aux t-shirts de Tee KO. Les créations des joueurs sont ensuite opposées les unes aux autres avec les joueurs et le public vote pour la meilleure à chaque tour en fonction de la capacité du personnage à remplir une certaine tâche.
Talking Points est pour 3-8 joueurs. Une personne, en tant que présentateur, voit une série de diapositives de texte et d'images qu'elle voit pour la première fois, et doit en parler pour impressionner le public, qui vote avec ses réactions. D'autres dans le jeu agissent en tant qu'assistant du présentateur pour sélectionner la diapositive suivante que le présentateur verra à partir d'une sélection aléatoire, ce qui pourrait soit aider soit déranger le présentateur.
Blather 'Round est pour 2-6 joueurs. Son style est très similaire à Charades, où les joueurs doivent choisir un lieu, une histoire, une chose ou une personne à décrire à l'aide de phrases. Alors qu'un joueur donne des indices sur ce qu'il a choisi avec des phrases fixes, les autres joueurs doivent essayer de deviner ce que le présentateur décrit. Les points sont récompensés au descripteur et à quiconque devine correctement le mot choisi, ainsi qu'à ceux qui ont fourni un indice utile.